# Chinese rotseekhoorn
De Chinese rotseekhoorn (Sciurotamias davidianus)  is een zoogdier uit de familie van de eekhoorns (Sciuridae). De wetenschappelijke naam van de soort werd voor het eerst geldig gepubliceerd door Milne-Edwards in 1867.

## Voorkomen
De soort komt voor in China.